# CHRONOMETER
CHRONOMETER（クロノメーター） は、東京を拠点に活動する日本のパンク／ハードコアロックバンド。
90年代から2000年代初頭にかけて日本のパンク／ハードコアシーンで活動していたBENTROOTのメンバーを中心に結成。ジャンルに縛られない音楽性と、ビジュアル表現を融合させたアート性の高いバンドである。

## 概要
都内を中心に活動を開始したCHRONOMETERは、結成以降いくつかのメンバーチェンジを経ながら、2015年にデジタルロックを基調とした1stアルバム『Construction of Destruction』をリリース。続く2ndアルバム『Evolution Into the Roots』（2018）ではDTMを廃止し、ギターサウンドを前面に押し出したミクスチャーロックへと原点回帰。ハードコア、エモ、ロックを融合した激情的なスタイルを確立する。
2025年には待望の3rdアルバム『EvolAwakening』をリリース予定。日本語詞を多数取り入れた意欲作であり、エモーショナルな表現力と挑戦的なサウンドで、さらに進化したバンドの姿を提示している。

### メンバー
- Vo：Yu Kitajo（喜多條由佑）　全作詞とアートディレクションを担当。今作ではキャリア初の日本語詞を本格的に導入。ファッションブランド「Virgowearworks」のデザイナーとしても活動。
- Gu：Daisuke Udagawa　全体の楽曲制作を担うコンポーザー。バンドのサウンド的中核を成す。
- Dr：Keiichiro Ito　繊細さとパワーを併せ持つドラマー。
- Gu：Shige
- Ba（Support）：Kim　様々のバンドでもプレーしながらもメインサポートベーシストとして参加

### 音楽性と特徴
CHRONOMETERは、初期のデジタルロックから始まり、現在ではギター中心のミクスチャーロックに進化。ハードコア、オルタナ、エモなど多様なジャンルを横断しながら、都市の孤独、時間の流れ、内面の葛藤を描く叙情的なリリックを重ねる。ライブでは激情的かつ没入感のあるパフォーマンスで、オーディエンスを刺激する。

## ディスコグラフィ

### アルバム
- Construction of Destruction（2015）Apple Musicリンク
- Evolution Into the Roots（2018）Apple Musicリンク
- EvolAwakening（2025年6月4日発売予定）　バンド初の本格的日本語詞によるアルバム。感情と音の振れ幅をさらに広げた新境地。

### シングル
- Light Up the Darkness　唯一のシングル作品。デジタル配信中。